# Lyman Copeland Draper

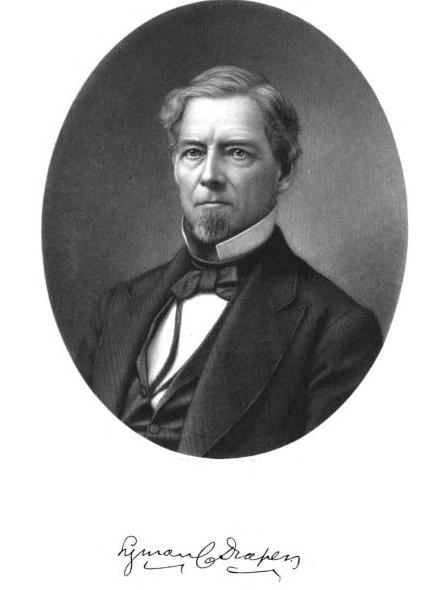
Lyman Copeland Draper

Lyman Copeland Draper (* 4. September 1815 im Erie County (New York); † 26. August 1891 in Madison (Wisconsin)) war ein US-amerikanischer Bibliothekar und Historiker.

## Leben
Lyman, der Sohn des Bauern und Krämers Luke Draper und dessen Ehefrau Harriet Hoisington, besuchte von 1834 bis 1836 das Granville College in Ohio (die spätere Denison University) und schloss 1837 seine Studien am Hudson River Seminary in der Nähe von Albany (New York) ab.
Draper, der in Madison wirkte, beaufsichtigte 1858 bis 1860 als Superintendent die öffentlichen Schulen im US-Bundesstaat Wisconsin. Er war 1854 bis 1886 korrespondierender Sekretär der dortigen State Historical Society of Wisconsin.
Lyman Draper heiratete 1853 Lydia Chadwick († 1888).
Die letzte Ruhe fand er auf dem Forest Hill Friedhof von Madison.

## Werk
Draper interessierte sich für seine Vorfahren aus dem englischen West Yorkshire. Einer von ihnen – James Draper (1618–1694) – war nach Neuengland eingewandert und hatte sich dort in der Massachusetts Bay Colony niedergelassen. Lyman Drapers Hang zur Geschichtsforschung führt auf sein Lebenswerk – eine Manuskriptsammlung aus fast 500 Bänden. Diese enthält den Briefwechsel, den Draper seit 1838 mit Siedlern aus der westlichen Trans-Allegheny Region geführt hatte. Darin ist der Zeitabschnitt zwischen dem Siebenjährigen Krieg in Nordamerika und dem Britisch-Amerikanischen Krieg – also die Zeit zwischen 1754 und 1815 – dokumentiert. Draper wollte Biographien jener Siedler verfassen und die Indianerkriege im Einzugsgebiet des Ohio River beschreiben. Das Schreibvorhaben wurde begonnen, konnte jedoch nicht vollendet werden. Die nachgelassenen Papiere sagen zum Beispiel über Lebensläufe solcher Charaktere wie Joseph Brant, Daniel Boone, George Rogers Clark, Thomas S. Hinde (1785–1846), John Donelson, James Robertson, Joseph Martin (1740–1808) und Simon Kenton aus.

### Veröffentlichungen (Auswahl)
- 1857: Madison, the Capital of Wisconsin. (archive.org)
- 1870: zusammen mit William Augustus Croffut: A helping hand for town and country. An American home book of practical and scientific information. (archive.org)
- 1880: zusammen mit Thomas Forsyth: Fort Snelling. Col. Leavenworth’s expedition to establish it, in 1819. (archive.org)
- 1881: King’s Mountain and its heroes. History of the Battle of King’s Mountain, October 7th, 1780, and the events which led to it. (archive.org)
- 1883: A biographical sketch of Hon. Charles H. Larrabee. (archive.org)
- 1889: An essay on the autographic collections of the signers of the Declaration of indepandence and of the Constitution. (archive.org)

Herausgeber
- Samuel S. Forman: Narrative of a journey down the Ohio and Mississippi in 1789–90. (archive.org)

posthum
- 1895: zusammen mit Alexander Scott Withers, William Powers und William Hacker: Chronicles of border warfare or A history of the settlement by the whites, of north-western Virginia, and of the Indian wars and massacres in that section of the state. With reflections, anecdotes, &c. (archive.org)
- 1913: John Wallace Arndt (Hrsg.): Chapters in Fox River Valley history. (archive.org)

## Mitgliedschaften
- 1877: American Antiquarian Society